# Route nationale 403
Die Route nationale 403, kurz N 403 oder RN 403, war eine französische Nationalstraße.
Ihre Gesamtlänge betrug 13 Kilometern. Die Straßennummer wurde 1933 in das Nationalstraßennetz aufgenommen.
Bis 1973 führte die Straße in nordöstlicher Richtung von Verdun zu etlichen Kampfstätten des Ersten Weltkrieges. Bei ihrer Herabstufung zur Département-Straße erhielt sie die Nummer D913, da die Nummer D903 dem zeitgleich herabgestuften Abschnitt der Nationalstraße N3 im Département Meuse zugeteilt wurde.
Sie hatte auf ihrer kurzen Länge vier Seitenäste, die zu weiteren Kampfstätten führten.
Von 1978 bis 2006 wurde die Nummer als Seitenast der N3 erneut verwendet. Es handelte sich dabei um die bis 1973 als N3bis geführte Straße, die in Livry-Gargan von der N3 abzweigte und bis Clichy-sous-Bois an die N370 führte. Diese ist heute die Départementstrasse RNIL403.

## N403a
Die N403A war ein Seitenast der Nationalstraße N403. Er führte von 1933 bis 1973 vom Fort de Tavannes zum circa 2,5 Kilometer entfernten Fort de Vaux. Die Straße trägt heute die Nummer D913A.

## N403b
Die N403B war ein Seitenast der Nationalstraße N403. Er zweigte von 1933 bis 1973 am zerstörten Ort Fleury-devant-Douaumont und führte zur Nationalstraße N64 (heute als D964 bezeichnet). Diese Straße wird heute unter der Nummer D913B bezeichnet und hat eine Länge von circa 4 Kilometern.

## N403c
Die N403C war ein Seitenast der Nationalstraße N403. Die kurze Nationalstraße existierte in den Jahren 1933 bis 1973. Sie verlief auf ca. einem Kilometer parallel zur Nationalstraße N403 auf der Nordwestseite des Ossuaire de Douaumont. Heute wird die Straße mit der Nummer D913C gekennzeichnet.

## N403d
Die N403D war ein Seitenast der Nationalstraße N403. Er wurde 1933 in das Nationalstraßennetz aufgenommen. Bis 1973 verlief die Straße vom Cimetière de Fleury zum etwa einen Kilometer entfernten Fort de Douaumont. Sie trägt heute die Nummer D913D.